# Centro Cultural São Francisco
O Centro Cultural São Francisco está localizado no centro histórico da cidade de João Pessoa no estado da Paraíba, no Brasil. 
O Centro Cultural funciona em um complexo arquitetônico formado pela Igreja e Convento de Santo Antônio, a Capela da Ordem Terceira de São Francisco, a Capela de São Benedito, a Capela da Ordem Terceira (chamada de Capela Dourada) e também a Casa de Oração dos Terceiros, o Claustro da Ordem Terceira, uma fonte e um grande adro com um cruzeiro, constituindo um dos mais notáveis testemunhos do Barroco no Brasil. Por sua importância, foi tombado pelo IPHAN. Ao ser fundado, o convento e sua igreja eram dedicados a Santo Antônio, e a mudança no uso popular do nome do prédio se deu no início do século XX, devido às reformas na capela-mor, que encobriram as 20 pinturas de seu forro com os milagres do frade português, o que levou a que gradativamente se passasse a conhecer o conjunto como Convento de São Francisco, nome adotado pelo equipamento cultural. Contudo, o conjunto ainda é conhecido também pela antiga denominação.

## História
Suas origens remontam à chegada ao local, entre fins de 1588 e começos de 1589, do custódio Frei Melchior de Santa Catarina (c.1546-1618), incumbido de instalar uma casa franciscana, a fim de atender as solicitações feitas pelos moradores da sede da Capitania da Paraíba aos frades de Olinda desde 1587. Em meados de 1590 a versão mais primitiva do convento estava pronta, e a casa teve seu primeiro prelado, Fr. Antonio de Campo Maior (?-1601), nomeado em junho daquele ano.

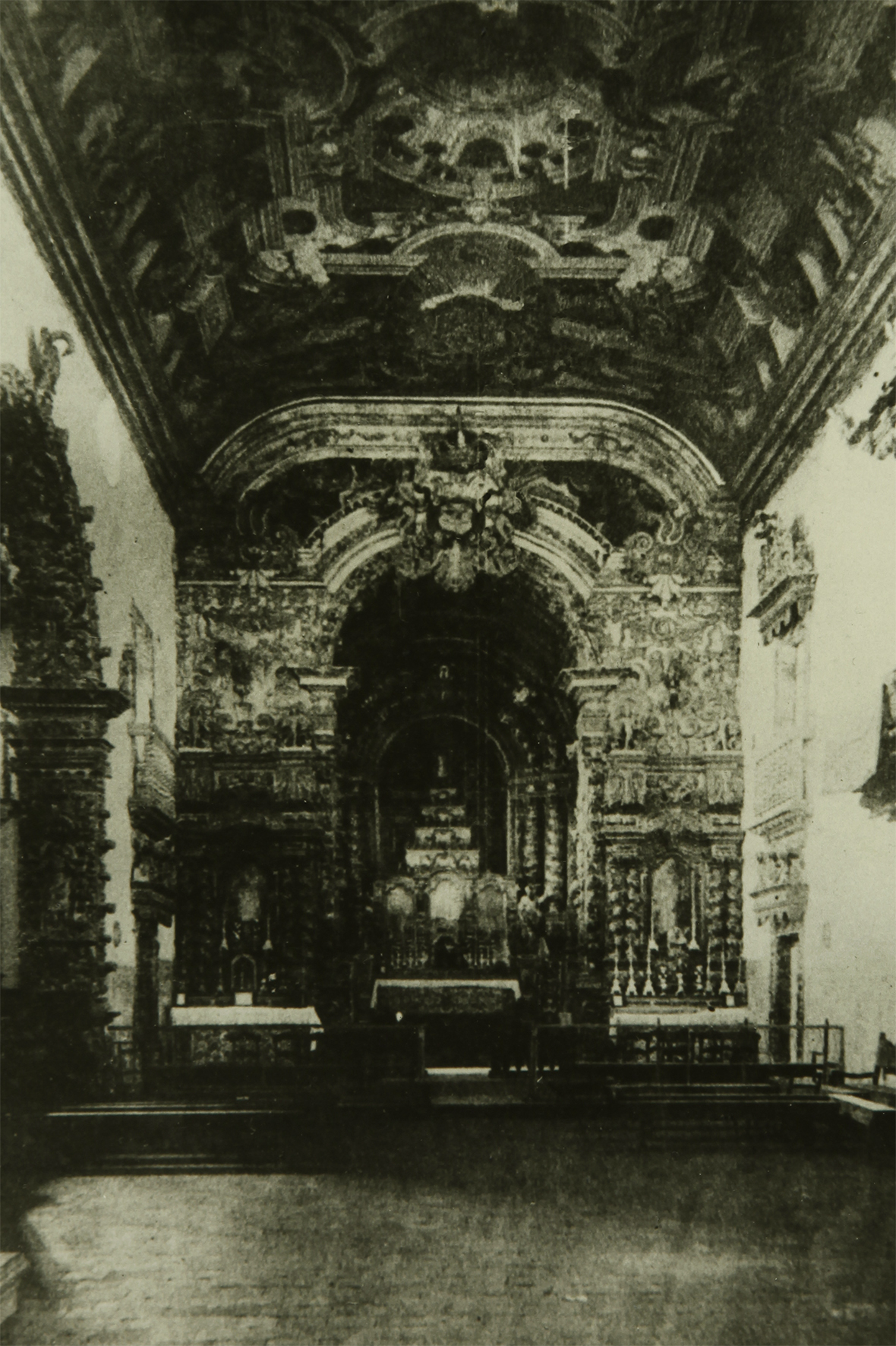
Capela-mor com altar barroco original sagrado em 1734, demolido em 1908

A planta definitiva do conjunto só seria desenhada já no começo do século XVII, por Fr. Francisco dos Santos (? - c.1612), que além de arquiteto também era escultor e foi guardião do convento paraibano entre 1602 e 1605. Contudo, sua conformação presente é resultado de várias reformas efetuadas nos séculos XVII e XVIII. A pequena edificação original de taipa, com 12 celas e um claustro, foi logo ampliada nos anos seguintes, já em alvenaria de pedra calcária retirada do próprio terreno pertencente aos franciscanos. Em 1634 foi ocupado pelos invasores holandeses, e transformado em fortificação. Depois de recuperado pelos franciscanos, foi reformado, com as obras concluindo em 1661. Nos próximos dois séculos sofreria outras intervenções, até ter a fachada da igreja concluída em 1779, data gravada no frontispício. Os interiores foram ricamente decorados, destacando-se o trabalho de azulejaria, talha dourada e pintura. O convento se tornou o maior centro franciscano ao norte de Pernambuco, tendo um papel decisivo na exploração e ocupação da região através do trabalho missionário e cultural dos frades. Sua decoração interna apresenta várias alegorias referentes a esse papel.
O altar-mor barroco estava concluído em 31 de dezembro de 1734, quando a igreja conventual foi consagrada pelo bispo de Olinda, D. José Fialho (1673-1741), e o cônego Florentino Barbosa (1881-1958) o descreveu em 1935 como uma estrutura coberta “por talhas douradas, com suas columnas em espiraes, seu throno, seus pelicanos, e folhas de acantho, tudo coberto de ouro de lei”.
Entre 1885 e 1894 foi usado pelo governo provincial, que instalou no convento uma escola de aprendizes marinheiros e um hospital militar. A posse retornou para a igreja por intervenção do 1º Bispo da Paraíba, Dom Adauto de Miranda Henriques (1855-1935) que transformou o conjunto em seminário e colégio diocesano. A capela-mor foi descaracterizada em 1908, quando o altar barroco foi demolido. A desculpa do reitor do seminário, Monsenhor Manoel Antônio de Paiva (1873-1937), foi a de que não havia verba para recuperar a estrutura carcomida por cupins, e recebeu autorização da diocese e de D. Adauto para proceder a reforma, erguendo um altar neoclássico eclético que perdurou até 1979, quando foi demolido antes de o prédio ser entregue ao IPHAN para as obras de restauro que duraram 10 anos. O seminário funcionou até 1964, e o governo estadual novamente utilizou o convento para instalar algumas instituições: o Museu do Estado da Paraíba, o COlégio Estadual do Róger e a Escola de Teatro Piollin. Em 6 de março de 1990 foi reinaugurado como Centro Cultural.

## Importância artística

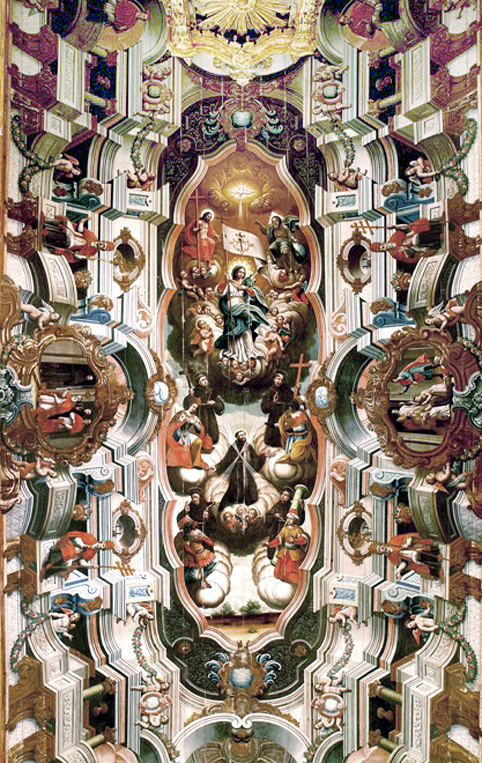
Detalhe da Glorificação dos Santos Franciscanos, no teto da igreja

O conjunto arquitetônico foi considerado por Germain Bazin como o mais perfeito representante da escola franciscana de arquitetura do nordeste brasileiro. Seu estilo é Barroco-Rococó. O teto da igreja é decorado com uma das mais importantes pinturas de arquitetura ilusionística do Barroco brasileiro, mostrando a cena da Glorificação dos Santos Franciscanos. A tradição a atribui a José Joaquim da Rocha (1737-1807), fundador da Escola Baiana de Pintura, mas ainda há muita polêmica a este respeito. A pesquisadora Carla Mary S. Oliveira, professora titular do Departamento de História da UFPB, em dois estudos tratando especificamente do assunto defendeu a teoria de que seu autor deve ser Manuel de Jesus Pinto (?-c.1815/1817), artífice recifense que prestou serviços à Ordem 3ª franciscana em Pernambuco, mas também já foi proposto o nome de José Teófilo de Jesus (1758-1847), outro expoente da Escola Baiana de Pintura do Século XVIII e discípulo de José Joaquim da Rocha. Outros espaços também possuem importantes tetos pintados.
Atualmente o claustro é a parte mais antiga, terminado em torno de 1730. Revela influência mourisca e é constituído por um pátio quadrado cercado de uma galeria coberta, para onde se abrem as celas. Seus azulejos das paredes laterais são decorados com motivos fitomórficos policromos do século XVII, considerados por João Miguel dos Santos Simões (1907-1972) como, provavelmente, os mais antigos existentes no Brasil. No interior da igreja e no grande adro também há vários painéis azulejados. Na nave retratam a história de José do Egito, atribuídos ao mestre português Teotónio dos Santos (1688-1762), e no adro, cenas da Paixão de Cristo, de autoria de Policarpo de Oliveira Bernardes (1695-1778). A fachada, em triângulo escalonado, com uma galilé de cinco arcos na base, é ornamentada com motivos vegetais, predominando o caju, uma árvore comum no nordeste. O púlpito da igreja foi considerado pela Unesco único no mundo pelo esplendor de sua talha. 

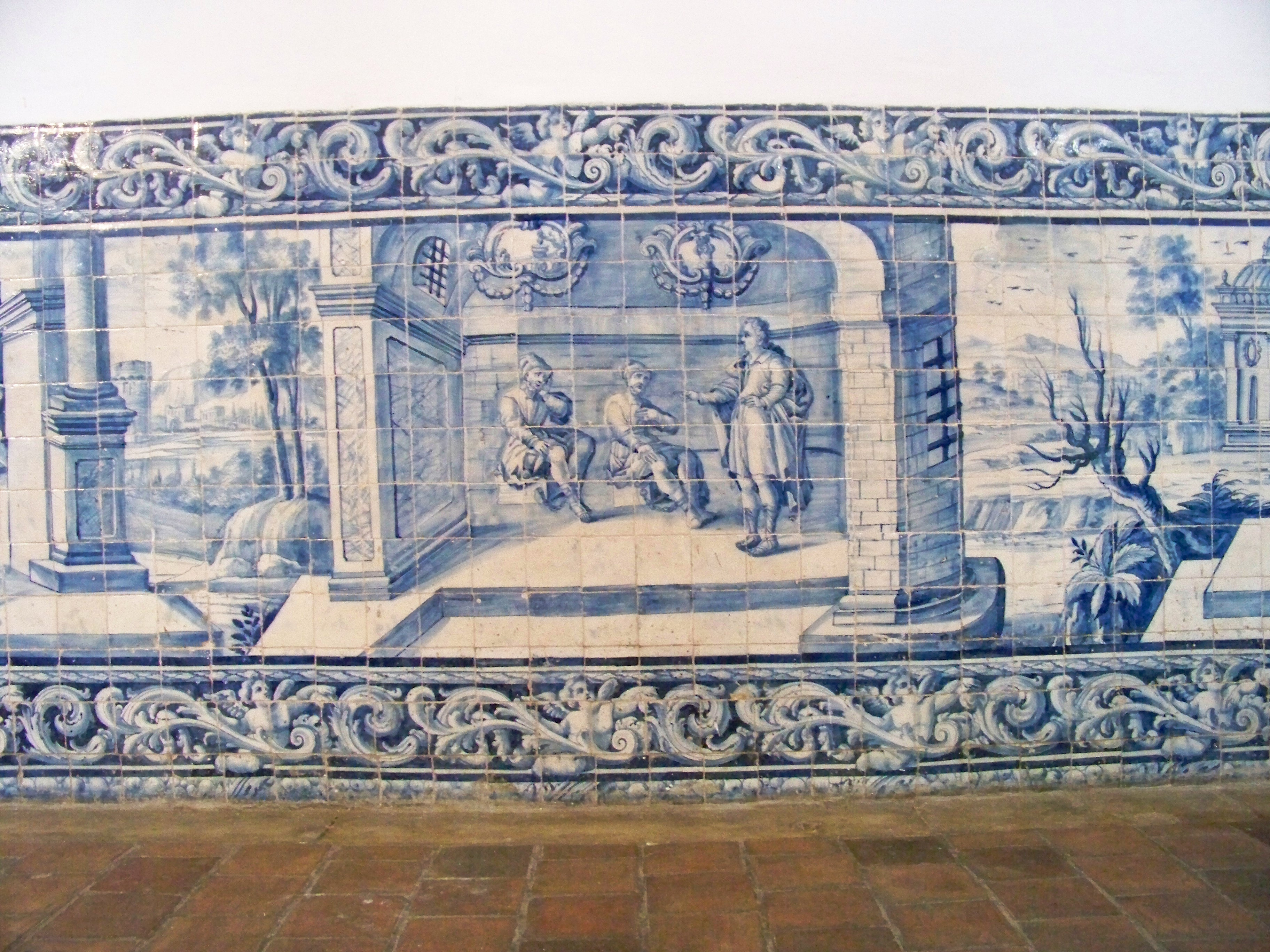
Painel de azulejos com a cena José interpreta os sonhos do copeiro e do padeiro, Teotónio dos Santos, c. 1730

Muito já foi escrito sobre a construção, considerada uma obra de arte desde o início, e Carla Mary Oliveira afirmou que já foram usados os adjetivos de "harmonia, formosura, graciosidade, grandiosidade" para louvá-la. E para ela, "é certo que até hoje ela emociona quem chega aos pés do cruzeiro monumental, à entrada do adro". Mário de Andrade, admirado, assim o descreveu:
"Chego no pátio do convento de S. Francisco e paro assombrado.... Do Nordeste à Bahia não existe exterior de igreja mais bonito nem mais original que este. E mesmo creio que é a igreja mais graciosa do Brasil – uma gostosura que nem mesmo as sublimes mineirices do Aleijadinho vencem em graciosidade. Não tem dúvida que as obras de Aleijadinho são de muito maior importância estética, histórica, nacional e mesmo as duas S. Francisco de Ouro Preto e S. João Del Rei serão mais belas, porém esta da Paraíba é graça pura, é moça bonita, é periquito, é uma bonina. Sorri. O interior é irregular e já está bem estragado por consertos e substituições. Assim mesmo possui um púlpito, joia de proporção e desenho. As pinturas também são excelentes.... Os azulejos são dos mais ricos que já vi, suntuosos. O pátio exterior é murado por eles também e mostra nichos com cenas da Paixão ainda em azulejos magnificamente desenhados e que assim, emoldurados pelos nichos e distantes uns dos outros, a gente pode isolar, contemplar e gozar bem. Na frente de tudo o cruzeiro é um monólito formidável. Estou assombrado. Paraíba possui um dos monumentos arquitetônicos mais perfeitos do Brasil. Eu não sabia... Poucos sabem..." 

## O Centro Cultural

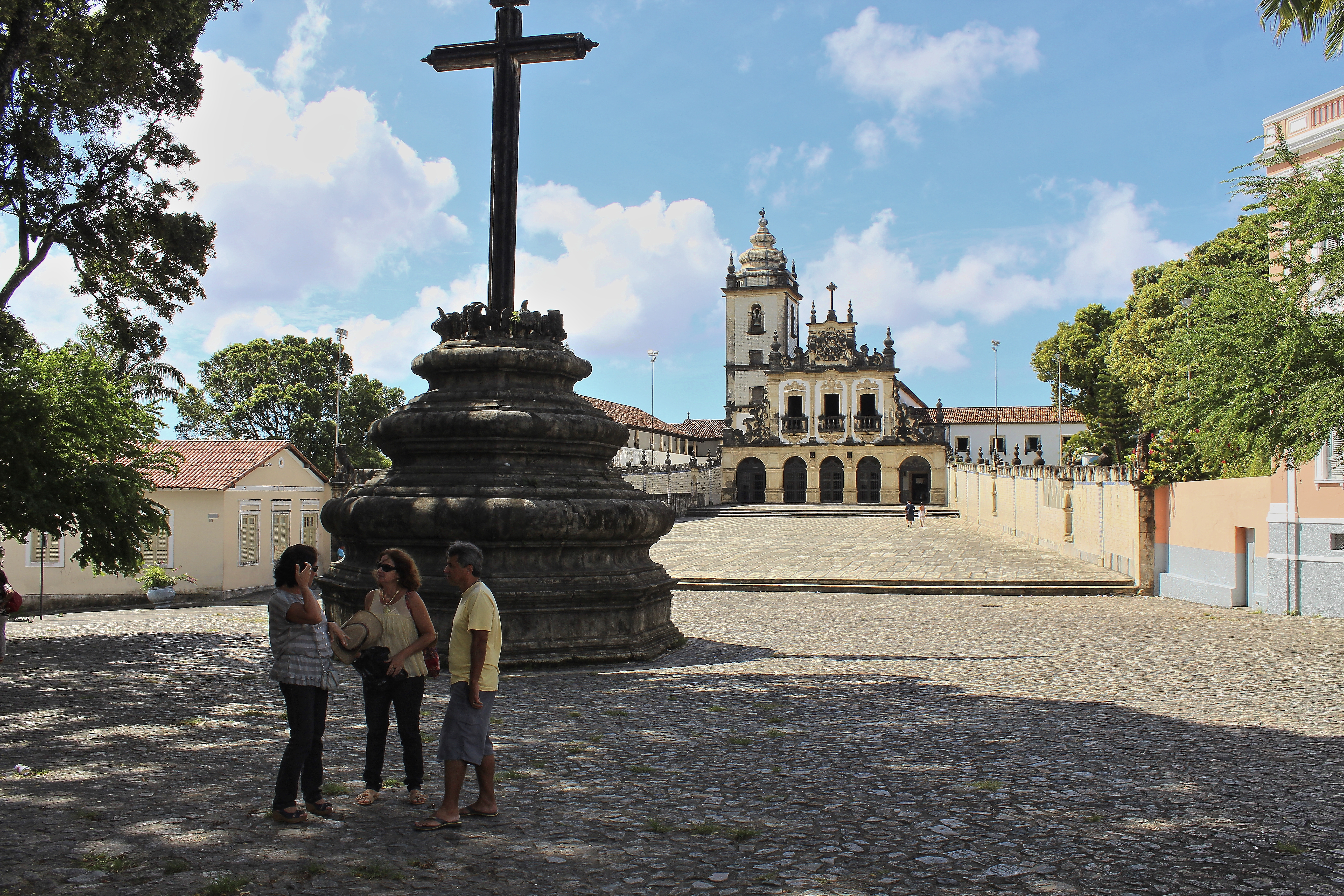
Cruzeiro diante da Igreja de São Francisco

Embora permaneça um patrimônio da Arquidiocese da Paraíba, o Centro Cultural São Francisco é mantido através de convênio com um grupo de instituições: o Estado da Paraíba, a Prefeitura Municipal de João Pessoa, a Universidade Federal da Paraíba, a Fundação Joaquim Nabuco e o Instituto do Patrimônio Histórico e Artístico Nacional. O Centro inclui uma galeria-museu de arte popular, um museu de arte sacra com peças de várias procedências, a Galeria de Pedra, dedicada à arqueologia do monumento, espaços de exposições e eventos, um centro de restauro e biblioteca, além de apresentações musicais regulares, às terças e sextas, das 10h às 12h30, do grupo Suoni della Chiesa, que recebe os visitantes do centro ao som de música barroca e sacra.

## Ver Também
- Mosteiro de São Bento
- Igreja da Misericórdia
- Igreja de São Frei Pedro Gonçalves
- Igreja de Nossa Senhora do Carmo
- Catedral Basílica de Nossa Senhora das Neves